# The Marriage-Go-Round
The Marriage-Go-Round is een Amerikaanse filmkomedie uit 1961 onder regie van Walter Lang. De film werd destijds in Nederland uitgebracht onder de titel Huwelijkslessen.

## Verhaal
De Zweedse turnster Katrin Sveg wil het volmaakte kind baren en ze is daarom op zoek naar een genie om haar te zwanger te maken. Haar oog valt op Paul Delville, een hoogleraar culturele antropologie uit Florida. De man is al getrouwd en hij wil niet ingaan op haar voorstellen. Katrin geeft zich niet zomaar gewonnen.

## Rolverdeling
| Acteur           | Personage        |
| ---------------- | ---------------- |
| Susan Hayward    | Content Delville |
| James Mason      | Paul Delville    |
| Julie Newmar     | Katrin Sveg      |
| Robert Paige     | Dr. Ross Barnett |
| June Clayworth   | Flo Granger      |
| Joe Kirkwood jr. | Henry Granger    |
| Mary Patton      | Mamie Barnett    |
| Trax Colton      | Gast op feestje  |
| Tony Bennett     | Zanger           |